# Mulam
Die Mulam (auch Mulao; Chinesisch: 仫佬族, Pinyin: Mùlǎozú) sind eine der 55 offiziell anerkannten ethnischen Minderheiten der Volksrepublik China. Nach der letzten Volkszählung im Jahr 2010 zählen sie 216.257 Menschen. Sie leben vor allem im autonomen Gebiet Guangxi der Zhuang und in der Provinz Guizhou. Die knapp 30.000 Mulam der Provinz Guizhou wurden erst 1993 offiziell dieser Nationalität zugeordnet. Sie verwenden die Eigenbezeichnung Mulao, geschrieben mit den Schriftzeichen 木佬人 (Mùlǎorén) und unterscheiden sich sprachlich und kulturell erheblich von den Mulam Guangxis. 
Die Mulam-Sprache gehört zur Kam-Sui-Gruppe der Tai-Kadai-Sprachen. Sie wird jedoch nur noch von einer Minderheit der Mulam (schätzungsweise 86.000) gesprochen. Daneben sprechen viele Mulam Mandarin und/oder Zhuang.